# Спила, Игнат Эдуардович
Игнат Эдуардович Спила — советский хозяйственный, государственный и политический деятель, Герой Социалистического Труда.

## Биография
Родился в 1939 году в Латвийской Республике. Член КПСС.
С 1954 года — на хозяйственной, общественной и политической работе. В 1954—2000 гг. — работник полеводческой бригады колхоза «Залениеки» Добельского района, прицепщик в тракторной бригаде колхоза «Лачплесис» Огрского района, военнослужащий Советской Армии, тракторист, звеньевой механизированного картофелеводческого звена колхоза «Лачплесис» Огрского района Латвийской ССР.
Указом Президиума Верховного Совета СССР от 27 декабря 1976 года присвоено звание Героя Социалистического Труда с вручением ордена Ленина и золотой медали «Серп и Молот».
За обеспечение устойчивого роста производства картофеля, сахарной свёклы, овощных, технических и других сельскохозяйственных культур, применение прогрессивных технологий и повышение производительности труда был в составе коллектива удостоен Государственной премии СССР за выдающиеся достижения в труде 1983 года.
Избирался депутатом Верховного Совета СССР 11-го созыва.
Жил в Латвии.